# All-WNBA Team
La Meilleur cinq de la WNBA (All-WNBA Team) est une récompense de la Women's National Basketball Association (WNBA) attribuée chaque année depuis la saison inaugurale de 1997 aux meilleures joueuses de la saison régulière.
Les votes sont effectués auprès d'un panel de journalistes sportifs et de commentateurs à travers les États-Unis. La All-WNBA Team est composée de deux cinq majeur avec une première équipe (Premier cinq ou First Team) et une seconde équipe (Deuxième cinq ou Second Team), pour un total de 10 joueuses ou plus en cas d'égalité. Les joueuses reçoivent cinq points pour un vote dans le premier cinq et trois points pour un vote dans le second cinq. Les cinq joueuses avec le plus grand nombre de points composent le premier cinq, tandis que les cinq suivantes composent le second cinq. 
Lisa Leslie et Tamika Catchings détiennent le record du plus grand nombre de sélections avec douze apparitions dans l'un ou l'autre des deux cinq. Diana Taurasi suit avec onze apparitions.
En 2014 Diana Taurasi, avec neuf sélections dans le premier cinq sur dix récompenses, dépasse le record de Leslie détenu auparavant avec huit sélections. Catchings et Lauren Jackson suivent avec sept.

## Palmarès
|                   | Introduit aux Basketball Hall of Fame                                        |
|                   | Introduit aux Women's Basketball Hall of Fame                                |
|                   | Introduit aux Basketball Hall of Fame et aux Women's Basketball Hall of Fame |
|                   | Joueuse étant toujours en activité à la WNBA                                 |
|                   | Joueuse ayant gagné le championnat cette année.                              |
| Joueuse (X)       | Nombre de fois où le joueur a été sélectionné                                |
| Joueuse (en gras) | Indique les joueuses ayant remporté le titre de MVP la même année            |

| Saison |                          |                             |                          |                             |
| Saison | First Team               | First Team                  | Second Team              | Second Team                 |
| Saison | Joueuse                  | Équipe                      | Joueuse                  | Équipe                      |
| ------ | ------------------------ | --------------------------- | ------------------------ | --------------------------- |
| 1997   | Eva Němcová              | Rockers de Cleveland        | Wendy Palmer             | Starzz de l'Utah            |
| 1997   | Tina Thompson            | Comets de Houston           | Rebecca Lobo             | Liberty de New York         |
| 1997   | Lisa Leslie              | Sparks de Los Angeles       | Jennifer Gillom          | Mercury de Phoenix          |
| 1997   | Cynthia Cooper           | Comets de Houston           | Teresa Weatherspoon      | Liberty de New York         |
| 1997   | Ruthie Bolton            | Monarchs de Sacramento      | Andrea Stinson           | Sting de Charlotte          |
| 1998   | Tina Thompson (2)        | Comets de Houston           | Eva Němcová (2)          | Rockers de Cleveland        |
| 1998   | Sheryl Swoopes           | Comets de Houston           | Cindy Brown              | Shock de Détroit            |
| 1998   | Jennifer Gillom (2)      | Mercury de Phoenix          | Lisa Leslie (2)          | Sparks de Los Angeles       |
| 1998   | Suzie McConnell Serio    | Rockers de Cleveland        | Teresa Weatherspoon (2)  | Liberty de New York         |
| 1998   | Cynthia Cooper (2)       | Comets de Houston           | Andrea Stinson (2)       | Sting de Charlotte          |
| 1999   | Sheryl Swoopes (2)       | Comets de Houston           | Chamique Holdsclaw       | Mystics de Washington       |
| 1999   | Natalie Williams         | Starzz de l'Utah            | Tina Thompson            | Comets de Houston           |
| 1999   | Yolanda Griffith         | Monarchs de Sacramento      | Lisa Leslie (3)          | Sparks de Los Angeles       |
| 1999   | Cynthia Cooper (3)       | Comets de Houston           | Teresa Weatherspoon (3)  | Liberty de New York         |
| 1999   | Ticha Penicheiro         | Monarchs de Sacramento      | Shannon Johnson          | Miracle d'Orlando           |
| 2000   | Sheryl Swoopes (3)       | Comets de Houston           | Katie Smith              | Lynx du Minnesota           |
| 2000   | Natalie Williams (2)     | Starzz de l'Utah            | Tina Thompson (4)        | Comets de Houston           |
| 2000   | Lisa Leslie (4)          | Sparks de Los Angeles       | Yolanda Griffith (2)     | Monarchs de Sacramento      |
| 2000   | Cynthia Cooper (4)       | Comets de Houston           | Teresa Weatherspoon (4)  | Liberty de New York         |
| 2000   | Ticha Penicheiro (2)     | Monarchs de Sacramento      | Shannon Johnson (2)      | Miracle d'Orlando           |
| 2000   | -                        | -                           | Betty Lennox             | Lynx du Minnesota           |
| 2001   | Katie Smith (2)          | Lynx du Minnesota           | Tina Thompson (5)        | Comets de Houston           |
| 2001   | Natalie Williams (3)     | Starzz de l'Utah            | Chamique Holdsclaw (2)   | Mystics de Washington       |
| 2001   | Lisa Leslie (5)          | Sparks de Los Angeles       | Yolanda Griffith (3)     | Monarchs de Sacramento      |
| 2001   | Janeth Arcain            | Comets de Houston           | Ticha Penicheiro (3)     | Monarchs de Sacramento      |
| 2001   | Merlakia Jones           | Rockers de Cleveland        | Tamecka Dixon            | Sparks de Los Angeles       |
| 2002   | Tamika Catchings         | Fever de l'Indiana          | Tina Thompson (6)        | Comets de Houston           |
| 2002   | Sheryl Swoopes (4)       | Comets de Houston           | Chamique Holdsclaw (3)   | Mystics de Washington       |
| 2002   | Lisa Leslie (6)          | Sparks de Los Angeles       | Tari Phillips            | Liberty de New York         |
| 2002   | Sue Bird                 | Storm de Seattle            | Katie Smith (3)          | Lynx du Minnesota           |
| 2002   | Mwadi Mabika             | Sparks de Los Angeles       | Shannon Johnson (3)      | Miracle d'Orlando           |
| 2003   | Lauren Jackson           | Storm de Seattle            | Sheryl Swoopes (5)       | Comets de Houston           |
| 2003   | Tamika Catchings (2)     | Fever de l'Indiana          | Swin Cash                | Shock de Détroit            |
| 2003   | Lisa Leslie (7)          | Sparks de Los Angeles       | Cheryl Ford              | Shock de Détroit            |
| 2003   | Katie Smith (4)          | Lynx du Minnesota           | Nikki Teasley            | Sparks de Los Angeles       |
| 2003   | Sue Bird (2)             | Storm de Seattle            | Deanna Nolan             | Shock de Détroit            |
| 2004   | Lauren Jackson (2)       | Storm de Seattle            | Tamika Catchings (3)     | Fever de l'Indiana          |
| 2004   | Tina Thompson (7)        | Comets de Houston           | Swin Cash (2)            | Shock de Détroit            |
| 2004   | Lisa Leslie (8)          | Sparks de Los Angeles       | Yolanda Griffith (4)     | Monarchs de Sacramento      |
| 2004   | Diana Taurasi            | Mercury de Phoenix          | Nikki Teasley (2)        | Sparks de Los Angeles       |
| 2004   | Sue Bird (3)             | Storm de Seattle            | Nykesha Sales            | Sun du Connecticut          |
| 2005   | Lauren Jackson (3)       | Storm de Seattle            | Tamika Catchings (4)     | Fever de l'Indiana          |
| 2005   | Sheryl Swoopes (6)       | Comets de Houston           | Taj McWilliams           | Sun du Connecticut          |
| 2005   | Yolanda Griffith (5)     | Monarchs de Sacramento      | Lisa Leslie (9)          | Sparks de Los Angeles       |
| 2005   | Deanna Nolan (2)         | Shock de Détroit            | Becky Hammon             | Liberty de New York         |
| 2005   | Sue Bird (4)             | Storm de Seattle            | Diana Taurasi (2)        | Mercury de Phoenix          |
| 2006   | Lisa Leslie (10)         | Sparks de Los Angeles       | Cheryl Ford (2)          | Shock de Détroit            |
| 2006   | Diana Taurasi (3)        | Mercury de Phoenix          | Alana Beard              | Mystics de Washington       |
| 2006   | Tamika Catchings (5)     | Fever de l'Indiana          | Taj McWilliams (2)       | Sun du Connecticut          |
| 2006   | Lauren Jackson (4)       | Storm de Seattle            | Seimone Augustus         | Lynx du Minnesota           |
| 2006   | Katie Douglas            | Sun du Connecticut          | Sheryl Swoopes (7)       | Comets de Houston           |
| 2007   | Lauren Jackson (5)       | Storm de Seattle            | Tamika Catchings (6)     | Fever de l'Indiana          |
| 2007   | Becky Hammon (2)         | Silver Stars de San Antonio | Katie Douglas (2)        | Sun du Connecticut          |
| 2007   | Diana Taurasi (4)        | Mercury de Phoenix          | Tina Thompson (8)        | Comets de Houston           |
| 2007   | Deanna Nolan (3)         | Shock de Détroit            | Seimone Augustus (2)     | Lynx du Minnesota           |
| 2007   | Penny Taylor             | Mercury de Phoenix          | Sophia Young             | Silver Stars de San Antonio |
| 2008   | Candace Parker           | Sparks de Los Angeles       | Sue Bird (5)             | Storm de Seattle            |
| 2008   | Lisa Leslie (11)         | Sparks de Los Angeles       | Becky Hammon (3)         | Silver Stars de San Antonio |
| 2008   | Lindsay Whalen           | Sun du Connecticut          | Asjha Jones              | Sun du Connecticut          |
| 2008   | Diana Taurasi (5)        | Mercury de Phoenix          | Deanna Nolan (4)         | Shock de Détroit            |
| 2008   | Sophia Young (2)         | Silver Stars de San Antonio | Lauren Jackson (6)       | Storm de Seattle            |
| 2009   | Diana Taurasi (6)        | Mercury de Phoenix          | Candace Parker (2)       | Sparks de Los Angeles       |
| 2009   | Tamika Catchings (7)     | Fever de l'Indiana          | Sophia Young (3)         | Silver Stars de San Antonio |
| 2009   | Lauren Jackson (7)       | Storm de Seattle            | Lisa Leslie (12)         | Sparks de Los Angeles       |
| 2009   | Becky Hammon (4)         | Silver Stars de San Antonio | Katie Douglas (3)        | Fever de l'Indiana          |
| 2009   | Cappie Pondexter         | Mercury de Phoenix          | Deanna Nolan (5)         | Shock de Détroit            |
| 2010   | Lauren Jackson (8)       | Storm de Seattle            | Sue Bird (6)             | Storm de Seattle            |
| 2010   | Cappie Pondexter (2)     | Liberty de New York         | Angel McCoughtry         | Dream d'Atlanta             |
| 2010   | Tamika Catchings (8)     | Fever de l'Indiana          | Crystal Langhorne        | Mystics de Washington       |
| 2010   | Diana Taurasi (7)        | Mercury de Phoenix          | Tina Charles             | Sun du Connecticut          |
| 2010   | Sylvia Fowles            | Sky de Chicago              | Katie Douglas (4)        | Fever de l'Indiana          |
| 2011   | Tamika Catchings (9)     | Fever de l'Indiana          | Penny Taylor (2)         | Mercury de Phoenix          |
| 2011   | Angel McCoughtry (2)     | Dream d'Atlanta             | Seimone Augustus (3)     | Lynx du Minnesota           |
| 2011   | Tina Charles (2)         | Sun du Connecticut          | Sylvia Fowles (2)        | Sky de Chicago              |
| 2011   | Diana Taurasi (8)        | Mercury de Phoenix          | Sue Bird (7)             | Storm de Seattle            |
| 2011   | Lindsay Whalen (2)       | Lynx du Minnesota           | Cappie Pondexter (3)     | Liberty de New York         |
| 2012   | Tina Charles (3)         | Sun du Connecticut          | Maya Moore               | Lynx du Minnesota           |
| 2012   | Candace Parker (3)       | Sparks de Los Angeles       | Sylvia Fowles (3)        | Sky de Chicago              |
| 2012   | Tamika Catchings (10)    | Fever de l'Indiana          | Kristi Toliver           | Sparks de Los Angeles       |
| 2012   | Cappie Pondexter (4)     | Liberty de New York         | Lindsay Whalen (3)       | Lynx du Minnesota           |
| 2012   | Seimone Augustus (4)     | Lynx du Minnesota           | Sophia Young (4)         | Silver Stars de San Antonio |
| 2013   | Maya Moore (2)           | Lynx du Minnesota           | Tamika Catchings (11)    | Fever de l'Indiana          |
| 2013   | Candace Parker (4)       | Sparks de Los Angeles       | Elena Delle Donne        | Sky de Chicago              |
| 2013   | Sylvia Fowles (4)        | Sky de Chicago              | Tina Charles (4)         | Sun du Connecticut          |
| 2013   | Diana Taurasi (9)        | Mercury de Phoenix          | Angel McCoughtry (3)     | Dream d'Atlanta             |
| 2013   | Lindsay Whalen (4)       | Lynx du Minnesota           | Seimone Augustus (5)     | Lynx du Minnesota           |
| 2014   | Maya Moore (3)           | Lynx du Minnesota           | Angel McCoughtry (4)     | Fever de l'Indiana          |
| 2014   | Candace Parker (5)       | Sparks de Los Angeles       | Nneka Ogwumike           | Sky de Chicago              |
| 2014   | Brittney Griner          | Mercury de Phoenix          | Tina Charles (5)         | Sun du Connecticut          |
| 2014   | Diana Taurasi (10)       | Mercury de Phoenix          | Lindsay Whalen (5)       | Dream d'Atlanta             |
| 2014   | Skylar Diggins           | Lynx du Minnesota           | Seimone Augustus (6)     | Lynx du Minnesota           |
| 2014   | -                        | -                           | Danielle Robinson        | Stars de San Antonio        |
| 2015   | Elena Delle Donne (2)    | Sky de Chicago              | Tamika Catchings (12)    | Fever de l'Indiana          |
| 2015   | Maya Moore (4)           | Lynx du Minnesota           | Candace Parker (6)       | Sparks de Los Angeles       |
| 2015   | Tina Charles (6)         | Liberty de New York         | Brittney Griner (2)      | Mercury de Phoenix          |
| 2015   | DeWanna Bonner           | Mercury de Phoenix          | Epiphanny Prince         | Liberty de New York         |
| 2015   | Angel McCoughtry (5)     | Dream d'Atlanta             | Courtney Vandersloot     | Sky de Chicago              |
| 2016   | Nneka Ogwumike (2)       | Sparks de Los Angeles       | Angel McCoughtry (6)     | Dream d'Atlanta             |
| 2016   | Maya Moore (5)           | Lynx du Minnesota           | Breanna Stewart          | Storm de Seattle            |
| 2016   | Tina Charles (7)         | Liberty de New York         | Sylvia Fowles (5)        | Lynx du Minnesota           |
| 2016   | Sue Bird (8)             | Storm de Seattle            | Diana Taurasi (11)       | Mercury de Phoenix          |
| 2016   | Elena Delle Donne (3)    | Sky de Chicago              | Jewell Loyd              | Storm de Seattle            |
| 2017   | Sylvia Fowles (6)        | Sparks de Los Angeles       | Nneka Ogwumike (3)       | Sparks de Los Angeles       |
| 2017   | Tina Charles (8)         | Liberty de New York         | Jonquel Jones            | Sun du Connecticut          |
| 2017   | Skylar Diggins-Smith (2) | Wings de Dallas             | Chelsea Gray             | Sparks de Los Angeles       |
| 2017   | Candace Parker (7)       | Sparks de Los Angeles       | Brittney Griner (3)      | Mercury de Phoenix          |
| 2017   | Maya Moore (6)           | Lynx du Minnesota           | Diana Taurasi (12)       | Mercury de Phoenix          |
| 2018   | Breanna Stewart (2)      | Storm de Seattle            | Candace Parker (8)       | Sparks de Los Angeles       |
| 2018   | Elena Delle Donne (4)    | Mystics de Washington       | Skylar Diggins-Smith (3) | Wings de Dallas             |
| 2018   | Liz Cambage              | Wings de Dallas             | Courtney Vandersloot (2) | Sky de Chicago              |
| 2018   | Tiffany Hayes            | Dream d'Atlanta             | Brittney Griner (4)      | Mercury de Phoenix          |
| 2018   | Diana Taurasi (13)       | Mercury de Phoenix          | Maya Moore (7)           | Lynx du Minnesota           |
| 2019   | Elena Delle Donne (5)    | Mystics de Washington       | Jonquel Jones (2)        | Sun du Connecticut          |
| 2019   | Courtney Vandersloot (3) | Sky de Chicago              | Nneka Ogwumike (4)       | Sparks de Los Angeles       |
| 2019   | Brittney Griner (5)      | Mercury de Phoenix          | Liz Cambage (2)          | Aces de Las Vegas           |
| 2019   | Chelsea Gray (2)         | Sparks de Los Angeles       | Diamond DeShields        | Sky de Chicago              |
| 2019   | Natasha Howard           | Storm de Seattle            | Odyssey Sims             | Lynx du Minnesota           |
| 2020   | Arike Ogunbowale         | Wings de Dallas             | Diana Taurasi (14)       | Mercury de Phoenix          |
| 2020   | Courtney Vandersloot (4) | Sky de Chicago              | Skylar Diggins (4)       | Mercury de Phoenix          |
| 2020   | A'ja Wilson              | Aces de Las Vegas           | Myisha Hines             | Mystics de Washington       |
| 2020   | Breanna Stewart (3)      | Storm de Seattle            | DeWanna Bonner (2)       | Sun du Connecticut          |
| 2020   | Candace Parker (9)       | Sparks de Los Angeles       | Napheesa Collier         | Lynx du Minnesota           |
| 2021   | Jonquel Jones (3)        | Sun du Connecticut          | A'ja Wilson (2)          | Aces de Las Vegas           |
| 2021   | Skylar Diggins (5)       | Mercury de Phoenix          | Courtney Vandersloot (5) | Sky de Chicago              |
| 2021   | Brittney Griner (6)      | Mercury de Phoenix          | Sylvia Fowles (7)        | Lynx du Minnesota           |
| 2021   | Breanna Stewart (4)      | Storm de Seattle            | Tina Charles (9)         | Mystics de Washington       |
| 2021   | Jewell Loyd (2)          | Storm de Seattle            | Arike Ogunbowale (2)     | Wings de Dallas             |
| 2022   | A'ja Wilson (3)          | Aces de Las Vegas           | Jonquel Jones (4)        | Sun du Connecticut          |
| 2022   | Skylar Diggins (6)       | Mercury de Phoenix          | Sabrina Ionescu          | Liberty de New York         |
| 2022   | Kelsey Plum              | Aces de Las Vegas           | Sylvia Fowles (8)        | Lynx du Minnesota           |
| 2022   | Breanna Stewart (5)      | Storm de Seattle            | Nneka Ogwumike (5)       | Sparks de Los Angeles       |
| 2022   | Candace Parker (10)      | Sky de Chicago              | Alyssa Thomas            | Sun du Connecticut          |
| 2023   | Breanna Stewart (6)      | Liberty de New York         | Nneka Ogwumike (6)       | Sparks de Los Angeles       |
| 2023   | Alyssa Thomas (2)        | Sun du Connecticut          | Jackie Young             | Aces de Las Vegas           |
| 2023   | A'ja Wilson (4)          | Aces de Las Vegas           | Chelsea Gray (3)         | Aces de Las Vegas           |
| 2023   | Napheesa Collier (2)     | Lynx du Minnesota           | Jewell Loyd (3)          | Storm de Seattle            |
| 2023   | Satou Sabally            | Wings de Dallas             | Sabrina Ionescu (2)      | Liberty de New York         |
| 2024   | A'ja Wilson (5)          | Aces de Las Vegas           | Sabrina Ionescu (3)      | Liberty de New York         |
| 2024   | Napheesa Collier (3)     | Lynx du Minnesota           | Kahleah Copper           | Mercury de Phoenix          |
| 2024   | Breanna Stewart (7)      | Liberty de New York         | Nneka Ogwumike (7)       | Storm de Seattle            |
| 2024   | Caitlin Clark            | Fever de l'Indiana          | Arike Ogunbowale (3)     | Wings de Dallas             |
| 2024   | Alyssa Thomas (3)        | Sun du Connecticut          | Jonquel Jones (5)        | Liberty de New York         |

## Record de sélections
| * | Signale une joueuse élu au Naismith Memorial Basketball Hall of Fame |
| ^ | Signale une joueuse encore en activité                               |

| Rang | Total | Joueuse          | First Team | Second Team | WNBA Most Valuable Player | Saisons |
| ---- | ----- | ---------------- | ---------- | ----------- | ------------------------- | ------- |
| 1    | 14    | Diana Taurasi    | 10         | 4           | 1                         | 20      |
| 2    | 12    | Lisa Leslie      | 8          | 4           | 3                         | 12      |
| 3    | 12    | Tamika Catchings | 7          | 5           | 1                         | 15      |
| 4    | 10    | Candace Parker   | 7          | 3           | 2                         | 14      |
| 5    | 9     | Tina Charles     | 5          | 4           | 1                         | 13      |
| 6    | 8     | Lauren Jackson   | 7          | 1           | 3                         | 12      |
| 7    | 8     | Sylvia Fowles    | 3          | 5           | 2                         | 15      |
| 8    | 8     | Sue Bird         | 5          | 3           | 0                         | 17      |
| 9    | 8     | Tina Thompson    | 3          | 5           | 0                         | 17      |
| 10   | 7     | Maya Moore       | 5          | 2           | 1                         | 8       |
| 11   | 7     | Breanna Stewart  | 6          | 1           | 2                         | 8       |
| 12   | 7     | Sheryl Swoopes   | 5          | 2           | 3                         | 12      |
| 13   | 7     | Nneka Ogwumike   | 1          | 6           | 1                         | 13      |